# Dermot Bradley
Pour les articles homonymes, voir Bradley.
Dermot Bradley (né le 26 janvier 1944 à Dublin et mort le 19 décembre 2009 à Nordwalde) est un historien militaire irlandais,. Pendant de nombreuses années, il est un fonctionnaire de la Société pour la politique de sécurité.

## Biographie
Dermot Bradley est originaire d'Irlande et est l'aîné des enfants d'un fonctionnaire ; il a trois frères et sœurs plus jeunes. Il étudie d'abord au Oatlands College dans la banlieue de Dublin à Stillorgan. De 1964 à 1967, il étudie l'allemand et l' histoire à l'Université de Dublin et obtient un diplôme. Il fait son service militaire dans l'armée irlandaise dans le bataillon du comté du sud de la FCA. Bradley est officier de réserve dans les forces irlandaises depuis 1968.
Dans sa jeunesse, il commence à s'intéresser à l'Allemagne et à l'armée. Il commence à apprendre la langue allemande pendant ses vacances en Allemagne. Depuis 1962, il est également lié aux généraux de la Wehrmacht Walther Wenck et Walther Nehring. Il rencontre également Nehring et Wilhelm Bittrich, SS-Obergruppenführer et général de la Waffen-SS, en personne en 1965, et commence à collectionner des documents et des objets de l'époque de la Seconde Guerre mondiale. Après avoir terminé ses études, Bradley déménage en Allemagne, où il commence à enseigner l'histoire, l'anglais et la politique en 1967 au Collège Overberg (de) de Münster,. Il poursuit ses études à l'Université de Münster, où il obtient son doctorat en sciences militaires en 1976 avec une thèse sur Heinz Guderian. Son directeur de thèse est Werner Hahlweg (de). L'avant-propos de la thèse est écrit par Nehring, qui note que Bradley est « probablement devenu le meilleur expert sur les généraux qui sont encore en vie dans les années 1960 ou plus tard ». Il traite finalement des sujets d'histoire militaire en tant qu'auteur et éditeur. Bradley, qui retourne régulièrement dans son Irlande natale, donne des conférences avec une référence allemande à la Military History Society of Ireland tous les deux ans de 1988 à la fin des années 1990. À partir de 1998, il est membre du Conseil de la Société d'histoire militaire d'Irlande En tant que fonctionnaire de la Société pour la politique de sécurité, il est chef de section à Münster de 1976 à 2000 et, de 1991 à 2000, il est également président d'État de Rhénanie-du-Nord-Westphalie.
Dans les années 1990, la maladie de Parkinson de Bradley est apparue Il décède le 19 décembre 2009 après une longue maladie et est inhumé au cimetière central de Münster (de).

## Activité journalistique
Bradley écrit de nombreux livres sur l'histoire militaire allemande, tels que l'ouvrage en plusieurs parties Die Generale des Heeres 1921-1945, qu'il a touspubliés aux éditions Biblio Verlag d'Osnabrück ou de Bissendorf.
Avec Richard Schulze-Kossens, ancien adjudant temporaire d'Adolf Hitler et de Joachim von Ribbentrop, Bradley est le rédacteur en chef en 1984 du Tätigkeitsbericht des Chefs des Heerespersonalamtes General der Infanterie Rudolf Schmundt, 1.10.1942–29.10.1944. Fortgeführt von Wilhelm Burgdorf, qui est également publié par Biblio-Verlag Osnabrück. Il est co-éditeur de Mars – Jahrbuch für Wehrpolitik und Militärwesen, qui est publié par Biblio Verlag.
Avec le général de brigade Hansgeorg Model (de) il édite un documentaire sur la vie de son père Walter Model. Il est publié à l'occasion du 100e anniversaire de Model et contient principalement des documents tels que des ordres de transfert, des ordres et des lettres.
Bradley publie également publié dans le Deutsches Soldatenjahrbuch (de), par exemple en 1996, 1997, 1998, 1999 et 2000/1.
En 1986, Bradley donne la conférence Légendes et contrefaçons dans l'histoire militaire allemande moderne lors de l'assemblée générale annuelle de l'Ordre des porteurs de croix de chevalier.
En plus de l'histoire militaire allemande, Bradley publie également publié sur le terrorisme et la guérilla dans le conflit en Irlande du Nord, par exemple dans "Les racines historiques de la guérilla et du terrorisme en Irlande du Nord" (dans Rolf Tophoven (de) : Politics through violence, 1976) et " Irlande - après 830 ans trouve la tragédie sans fin. Guérillas et terroristes en Irlande du Nord (Stand 1. novembre 1999) « (dans : Mars, 2000).

## Accueil
Bruno Thoß (de) du Bureau de recherche historique militaire (MGFA) qualifie Die Generale des Heeres 1921–1945 de « collecte de données fiable » et parvient à une « évaluation toujours positive » : il s'agit d'une « série centrale pour les historiens militaires sur les histoires des généraux allemands". D'un « point de vue socio-historique », cependant, la question doit être posée de savoir si l'on « ne pourrait pas également fournir des informations sur la poursuite de la carrière non militaire » du groupe de personnes après 1945. Pour Rüdiger Wenzke (de) (MGFA) et Klaus Froh, les volumes de la série publiée par Bradley, Deutschlands Generale und Admirale, sont « volumineux [] et soigneusement étudiés [] ».
Reinhard Stumpf (de) (MGFA) décrit les rapports d'activité du général Schmidt publiés par Bradley comme « un livre scientifiquement peu exigeant, mais important et parfaitement équipé pour la recherche ». Stumpf regrette que l'on n'ait pas appris de l'édition que Schmundt « n'était absolument pas critique envers Hitler ». Les journaux de Schmundt auraient « mérité une édition critique par un spécialiste du personnel » ; jusqu'à ce qu'il soit disponible, "l'opulente édition en fac-similé pourrait certainement servir de remplacement", explique Stumpf.

## Honneurs
- Croix d'Honneur d'Or de la Bundeswehr (1993) [1]
- Officier de l'Ordre du Mérite de la République fédérale d'Allemagne (1998)
- Nomination en tant que président honoraire de la Société pour la politique de sécurité en Rhénanie-du-Nord-Westphalie (2001)

## Publications
- Generaloberst Heinz Guderian und die Entstehungsgeschichte des modernen Blitzkrieges (= Studien zur Militärgeschichte, Militärwissenschaft und Konfliktsforschung; Band 16). Mit einem Vorwort von Walther K. Nehring. Biblio-Verlag, Osnabrück 1978,  (ISBN 3-7648-1113-7). 2., ergänzte Auflage 1986,  (ISBN 3-7648-1486-1).
- mit Erich Hampe: Die unbekannte Armee. Die technischen Truppen im Zweiten Weltkrieg. (= Studien zur Militärgeschichte, Militärwissenschaft und Konfliktsforschung; Band 21). Mit einem Geleitwort von Karl Hollidt. Biblio-Verlag, Osnabrück 1979,  (ISBN 3-7648-1175-7).
- Walther Wenck. General der Panzertruppe (= Soldatenschicksale des 20. Jahrhunderts als Geschichtsquelle; Band 3). Mit einem Geleitwort von Karl Hollidt. Biblio-Verlag, Osnabrück 1981,  (ISBN 3-7648-1177-3). 2., verbesserte Auflage 1982,  (ISBN 3-7648-1283-4). 3., verbesserte Auflage 1985,  (ISBN 3-7648-1459-4).
- mit Karl Friedrich Hildebrand und Markus Brockmann: Die Generale des Heeres 1921–1945. Die militärischen Werdegänge der Generale, sowie der Ärzte, Veterinäre, Intendanten, Richter und Ministerialbeamten im Generalsrang (= Deutschlands Generale und Admirale; Teil IV). Biblio-Verlag, Bissendorf,  (ISBN 3-7648-2422-0).
  - Bd. 1: Abberger – Bitthorn. 1993,  (ISBN 3-7648-2423-9).
  - Bd. 2: V. Blanckensee – v. Czettritz und Neuhauss. 1993,  (ISBN 3-7648-2424-7).
  - Bd. 3: Dahlmann – Fitzlaff. 1994,  (ISBN 3-7648-2443-3).
  - Bd. 4: Fleck – Gyldenfeldt. 1996,  (ISBN 3-7648-2488-3).
  - Bd. 5: v. Haack – Hitzfeld. 1999,  (ISBN 3-7648-2538-3).
  - Bd. 6: Hochbaum – Klutmann. 2002,  (ISBN 3-7648-2582-0).
  - Bd. 7: Knabe – Luz. 2004,  (ISBN 3-7648-2902-8).
- mit Heinz-Peter Würzenthal: Vollständige Liste der Generale und Admirale der Bundeswehr 1955-1990. Mit einem Vorwort von Harald Wust (= Deutschlands Generale und Admirale; Teil VIa). Biblio-Verlag, Osnabrück 1990,  (ISBN 3-7648-1783-6).
- mit Heinz-Peter Würzenthal und Hansgeorg Model: Die Generale und Admirale der Bundeswehr. 1955–1999. die militärischen Werdegänge (= Deutschlands Generale und Admirale; Teil VIb). 4 Bände. Biblio-Verlag, Osnabrück,  (ISBN 3-7648-2494-8).
  - Bd. 1: Adam – Fuhr. 1998,  (ISBN 3-7648-2492-1).
  - Bd. 2, 1: Gaedcke – Hoff. 2000,  (ISBN 3-7648-2369-0).
  - Bd. 2, 2: Hoffmann – Kusserow. 2000,  (ISBN 3-7648-2370-4).
  - Bd. 3: Laegeler – Quiel. 2005,  (ISBN 3-7648-2382-8).

## Éditions
- Deutschlands Generale und Admirale. Biblio Verlag, Osnabrück.
- Quellenstudien zur politischen Geschichte. Biblio Verlag, Osnabrück,  (ISBN 3-7648-1481-0).
- Soldatenschicksale des 20. Jahrhunderts als Geschichtsquelle. Biblio Verlag, Osnabrück,  (ISBN 3-7648-1167-6).
- mit Hans Bleckwenn: Günther Voigt und Günter Wegner: Deutschlands Heere bis 1918. Ursprung und Entwicklung der einzelnen Formationen. Biblio Verlag, Osnabrück,  (ISBN 3-7648-1199-4).
- zusammen mit Johann Christoph Allmayer-Beck (de), Hans Bleckwenn, Charles B. Burdick (de), Othmar Hackl (de), Werner Hahlweg (de) und Walter Schaufelberger (de): Studien zur Militärgeschichte, Militärwissenschaft und Konfliktforschung. Biblio Verlag, Osnabrück.
- zusammen mit Ulrich Marwedel: Militärgeschichte, Militärwissenschaft und Konfliktforschung. Eine Festschrift für Werner Hahlweg, Professor für Militärgeschichte und Wehrwissenschaft an der Westfälischen Wilhelms-Universität Münster, zur Vollendung seines 65. Lebensjahres am 29. April 1977 (= Studien zur Militärgeschichte, Militärwissenschaft und Konfliktsforschung. Band 15). Biblio Verlag, Osnabrück 1977,  (ISBN 3-7648-1094-7).
- zusammen mit Heinz-Ludger Borgert und Wolfram Zeller: Mars – Jahrbuch für Wehrpolitik und Militärwesen.  (ISSN 1430-581X) 5 Bände. Biblio-Verlag, Osnabrück 1995–2000,  (ISBN 3-7648-2451-4).
- zusammen mit Hansgeorg Model: Generalfeldmarschall Walter Model (1891–1945). Dokumentation eines Soldatenlebens. Biblio-Verlag, Osnabrück 1990,  (ISBN 3-7648-1785-2).
- zusammen mit Richard Schulze-Kossens: Tätigkeitsbericht des Chefs des Heerespersonalamtes General der Infanterie Rudolf Schmundt. 1. 10. 1942 – 29. 10. 1944 / fortgeführt von Wilhelm Burgdorf. Mitverfasser Gerd Heuer. Biblio-Verlag, Osnabrück 1984,  (ISBN 3-7648-1292-3).

## Modifications
- Günter Wegmann (Hrsg.): Formationsgeschichte und Stellenbesetzung der deutschen Streitkräfte 1815–1990. Teilweise bearbeitet von Dermot Bradley. Biblio-Verlag, Osnabrück,  (ISBN 3-7648-1779-8).